# Calamagrostis badzhalensis
Calamagrostis badzhalensis är en gräsart som beskrevs av N.S. Probatova. Calamagrostis badzhalensis ingår i släktet rör, och familjen gräs. Inga underarter finns listade i Catalogue of Life.